# Diacavolinia longirostris
Diacavolinia longirostris is een slakkensoort uit de familie van de Cavoliniidae. De wetenschappelijke naam van de soort is voor het eerst geldig gepubliceerd in 1821 door Lesueur in Blainville.